# Berliner Eisen (Jagd)
Das Berliner Eisen, auch Schwanenhals genannt, ist eine Falle, die zum Fangen von Raubtieren dient. Die Falle besteht aus einer ringförmigen Konstruktion, bei der zwei halbkreisförmige Bügel über eine Feder miteinander verbunden sind.

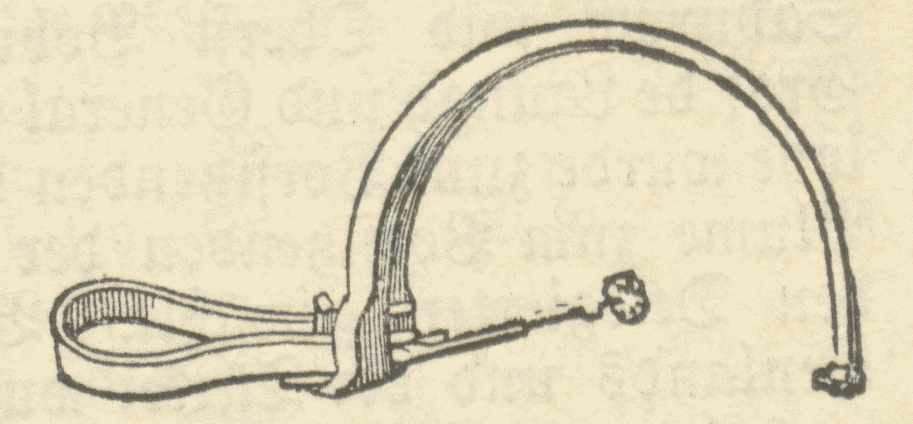
Ungespanntes Eisen

Im ungespannten Zustand stehen die beiden Bügel nebeneinander aufrecht und senkrecht zur Feder.

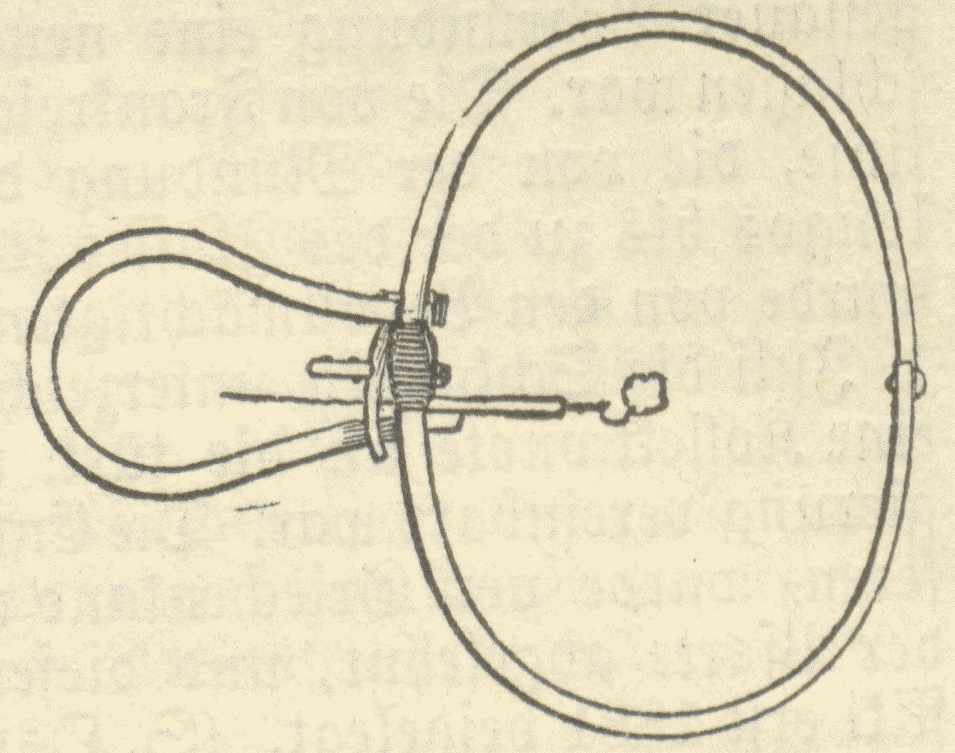
Gespanntes Eisen

Im gespannten Zustand liegen sie horizontal und werden durch ein Schloss, die so genannte Stellung, gehalten. Das Auslösen der Feder erfolgt über einen Faden, der mit der Stellung verbunden ist, durch die die Abzugsröhre (die sogenannte Pfeife) läuft und den Köder trägt. Durch Zug am Köder schlagen die Bügel idealerweise im Genick des Tieres zusammen und töten es so augenblicklich. Diese Fallenart wird daher auch Abzugeisen genannt. Das einfache Betreten der Falle durch ein Tier soll diese nicht auslösen, um das qualvolle Einklemmen lediglich der Gliedmaßen, wie dies zum Beispiel beim Tellereisen möglich ist, zu verhindern.